# Мишуковское сельское поселение
Мишу́ковское се́льское поселе́ние (чув. Мишуково ял тӑрӑхӗ) — муниципальное образование в Порецком районе Чувашии Российской Федерации.
Административный центр — село Мишуково.

## История
Статус и границы сельского поселения установлены Законом Чувашской Республики от 24 ноября 2004 года № 37 «Об установлении границ муниципальных образований Чувашской Республики и наделении их статусом городского, сельского поселения, муниципального района и городского округа»

## Население
| 2010 | 2012 | 2013 | 2014 | 2015 | 2016 | 2017 |
| ---- | ---- | ---- | ---- | ---- | ---- | ---- |
| 472  | ↘454 | ↘450 | ↘436 | ↘421 | ↗424 | ↘405 |
| 2018 | 2019 | 2020 | 2021 |      |      |      |
| ↘403 | ↘383 | ↘364 | ↘356 |      |      |      |

## Состав сельского поселения
| № | Населённый пункт | Тип населённого пункта       | Население |
| - | ---------------- | ---------------------------- | --------- |
| 1 | Ивановка         | деревня                      | →150      |
| 2 | Красномайская    | деревня                      | →59       |
| 3 | Мишуково         | село, административный центр | →263      |

## Местное самоуправление
Главой поселения является Конов Алексей Иванович.

## Памятники
Со слов старожилов села Мишуково, первый памятник в деревянном исполнении был построен в селе  в 1962—63 годах. Это было сооружение в виде куба, сверху — в виде конуса со стелой вверху, на стеле была звезда. С трех сторон были ниши, где под стеклом находились плиты с именами павших воинов — жителей четырех деревень — Мишуково, Ивановка, Пехорка, Скучиха. Строила памятник колхозная бригада плотников из дер. Ивановка. В настоящее время этот памятник установлен на кладбище села Мишуково.
Еще один памятник-монумент Скорбящего солдата был установлен в 1972 году. Он был заказан централизованно в каменном исполнении. Деньги на него были выделены колхозом «Новь». В данное время рядом с памятником установлен стенд из пластика, на котором выбиты имена воинов, солдат, отдавших жизнь за нашу землю.